# Lunardelli
Lunardelli är en kommun i Brasilien.   Den ligger i delstaten Paraná, i den södra delen av landet, 1 000 km söder om huvudstaden Brasília. Antalet invånare är 5 156.
Omgivningarna runt Lunardelli är en mosaik av jordbruksmark och naturlig växtlighet. Runt Lunardelli är det ganska glesbefolkat, med 34 invånare per kvadratkilometer.